# Discografie van Apulanta

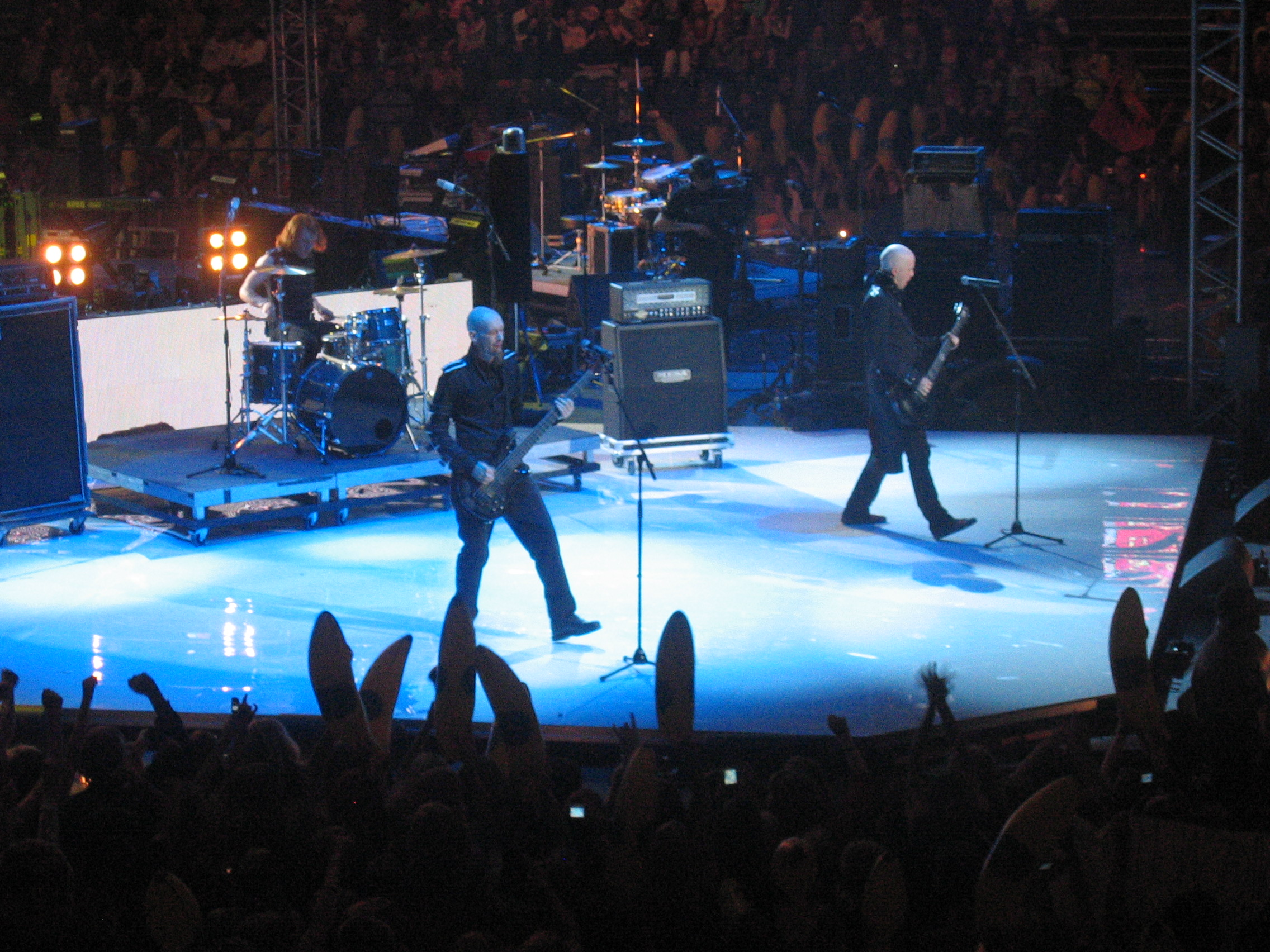
Apulanta tijdens een optreden in 2007

De discografie van Apulanta omvat werk dat de Finse punkrockband gemaakt heeft.

## Studioalbums
- Attack of the A.L. people (1995)
- Ehjä (1996)
- Kolme (1997)
- Aivan kuin kaikki muutkin (1998)
- Plastik (2000)
- Apulanta (2002)
- Hiekka (2003)
- Viper Spank (2003)
- Heinola 10 (2001)
- Kiila (2005)
- Eikä vielä ole edes ilta (2007)
- Kuutio (2008)
- Kaikki kolmesta pahasta (2012)
- Revenge of the A.L. people (2014)
- Kunnes siitä tuli totta (2015)

## Compilatiealbums
- Singlet 1993–1997 (1998)
- Syitä ja seurauksia – 30 parasta (2001)
- Singlet 1998-2003 (2003)
- Singlet 2004–2009 (2010)
- Syytteitä ja selityksiä – 52 Parasta (2014)

## Live-album
- Eikä vieläkään ole edes ilta (2007)

## Singles en ep's
- Mikä ihmeen Apulanta? (1993)
- T.S.+A.L (1994)
- Tuttu TV:stä (1994)
- Hajonnut EP (1995)
- Anna mulle piiskaa (1996)
- Mato (1997)
- Mitä vaan (1997)
- Liikaa (1997)
- Teit meistä kauniin (1999)
- Hallaa (1999)
- Torremolinos 2000 Apulanta & Don Huonot (1999)
- Ei yhtään todistajaa (2000)
- Maanantai (2000)
- Viivakoodit (2001)
- Reunalla (2001)
- Kadut (2001)
- Saasta (2002)
- Hiekka (2002)
- Jumala (2003)
- Pudota (2004)
- Pahempi toistaan (2005)
- Armo (2005)
- Koneeseen kadonnut (2006)
- Kesä-EP (2008)
- Vauriot (2008)